# 大衆車
大衆車（たいしゅうしゃ、英:People's car）とは、一般的な大衆が購入・維持できるような、廉価な価格帯の乗用車のことである。類義の呼称として「国民車」（こくみんしゃ）があり、本項ではこれについても取り扱う。

## 概要
19世紀末に登場した乗用車は、当初は貴族や大富豪など一部の上流階級のみが道楽として所有するものであり、大衆車と高級車という区分はされ得なかった。20世紀初頭、大量生産手法を導入したフォード・モデルTに始まる乗用車の普及・大衆化により初めて、一般所得層であっても所有できる乗用車が現実化し、以後各国で大衆がその日常生活において自家用車を求める需要に応じて、様々な企業から発売された。特に企業が自主的に設計・開発・生産を行って販売したものもあれば、企業が政府の依頼を受けて開発したものもある。
基本的な大衆車では、以下の点が重要視された。
- その国の一般的な所得層でも十分に購入できる価格帯であること
- その国の一般的な道路状況をみて日常利用が十分可能な走破能力があること
- その国の一般的な所得層からみて、燃料、維持費などの所有コストに無理がないこと
- 家族（夫婦と子供2人といった4名程度）が乗車できること

その後、大衆車の普及により、初期の大衆車にはない様々な価値が求められ、現在では多種多様な大衆車が存在する。

### 大衆車と国民車
大衆車が普及する以前に、自国における一般的な所得層でも所有が可能な乗用車を開発・販売し、その国のモータリゼーションのはしりとなる構想が各国でみられた。こうした構想により開発された車を一般的には「国民の誰もが乗れる車」として「国民車」として呼称することがある。
また、結果的にその国の中で高いシェアを獲得した車についても、「国民の誰もが乗っている車」として「国民車」と呼称することがある。
「国民車」では、大衆車に求められるものよりも一層厳しい要件として、「その国の一般的な所得層でも十分に購入できる価格帯」と「家族全員が乗れる一定の居住性」、「未舗装の道路や登坂などでの一定の走行性能」、「壊れにくく修理しやすい」というものがあった。実際にこの要件を全て満たす自動車の設計は困難であり、広く「国民車」として認識された車種は、世界的にも非常に限られる。

### 日本の「国民車構想」
太平洋戦争終結後に日本を占領下に置いた連合国軍最高司令官総司令部（GHQ）は、1945年9月に日本のトラック生産を許可したのに引き続き、1947年6月に台数限定つきで小型乗用車の生産を許可した。しかし、戦後の急激なインフレーションを抑制するためにGHQが実施した金融引き締め政策（ドッジ・ライン）による不況に翻弄されていた当時の日本人には、乗用車の所有など考えることすらできなかった。
状況が変化したのは1949年の中華人民共和国の成立、ならびに1950年6月の朝鮮戦争の勃発を受けてのことである。GHQは早急な占領政策の終結に向けた平和条約の締結と、日本の経済的自立のため、国内産業育成の必要性に迫られた。また朝鮮戦争の軍需物資調達のための、いわゆる朝鮮特需により、1956年（昭和31年）の経済白書で「もはや戦後ではない」という言葉に象徴される空前の好景気に日本は沸き、1960年（昭和35年）には当時の池田勇人内閣が「所得倍増計画」を発表するなど、日本の戦後復興は着実な歩みを進めていた。
そうした中、1954年10月に軽自動車の規格が改定され、ボディサイズは全長×全幅×全高(mm)＝3,000×1,300×2,000、排気量は2サイクル、4サイクルともに360 cc以下と統一された。この新規格に沿って開発された日本初の本格的な軽自動車として、1955年（昭和30年）10月には鈴木自動車工業（現・スズキ）がドイツのロイトを手本に「スズライトSF」を発売している。
1955年（昭和30年）5月18日、通商産業省（現・経済産業省）の「国民車育成要綱案（国民車構想）」が新聞等で報じられた。この構想では、一定の要件を満たす自動車の開発に成功すれば、国がその製造と販売を支援するというものであった。要件は以下の通りである。
- 最高速度100 km/h以上であること。
- 乗車定員4名、または2名と100 kg以上の貨物が積めること。
- 60 km/hで平坦な道路を走行中の燃費が、30 km/L以上であること。
- 大がかりな修理をしなくても、10万 km以上走れること。
- 月産2,000台の場合、最終販売価格は1台25万円以下であること。
- 性能と価格から勘案されるエンジンの排気量は350 - 500 cc、車重は400 kg以下。

この計画に対し、国内各自動車メーカーからは実現不可能であると消極的な反応が多かったが、1956年（昭和31年）9月にはトヨタ自動車が空冷4ストローク2気筒700 cc、前輪駆動の「A1型」計画を発表したり、小松製作所が国民車政策を発表したりする動きはあった。
当時、自動車市場への新規参入を狙ったスバル・1500（P-1）の発売断念から、1955年（昭和30年）から新たな軽自動車規格に沿って新型軽自動車の開発に取り組んでいた富士重工業（現・SUBARU）では、航空機製造で培った経験を取り入れ、1957年（昭和32年）2月に試作第1号車を完成。1958年（昭和33年）3月に「スバル360」として発表し、同年5月に発売した。
スバル360は、それまで各メーカーが実現不可能と冷遇していた通産省の「国民車構想」をほぼ満足させる内容で、軽乗用車の市場を確立させた。ただし、富士重工業の首脳陣および百瀬晋六麾下の開発スタッフの念頭にあったものとしては、シトロエン・2CVのスペック等を参考とした以下の要求の実現を図ったものであり、「国民車構想」に完全に沿って開発されたものではない。
- 定員は大人4名
- 車両本体価格35万円以下（実際の発売時は42.5万円）
- 当時未舗装路が多かった日本の主要道路において、60  km/hでの巡航が可能
- 生産台数を確保するため、三鷹工場（合併前の富士産業）で生産していたラビットスクーター用のエンジン生産ラインを転用する
- 簡易的な自動車ではなく、海外メーカーのノックダウン生産車や初代トヨタ・クラウンと比較して遜色のない「乗用車」であること

これに続き、1959年（昭和34年）9月には鈴木自動車工業も「スズライト」をモデルチェンジした「スズライトTL」を発売。1960年（昭和35年）には東洋工業（現・マツダ）が「R360クーペ」を、1962年（昭和37年）10月には新三菱重工業（現・三菱自動車工業）が「ミニカ」を、1966年（昭和41年）にはダイハツ工業が「フェロー」をそれぞれ発売し、軽自動車市場は一気に活況を呈することになった。
また、小型車では1960年（昭和35年）4月に発売された新三菱重工業の「三菱500」、1961年（昭和36年）4月のトヨタの「パブリカ」が発売された。三菱500はパブリシティにおいても「国民車」を銘打っており、車体に「三菱500国民車」と書かれた発表時の写真が残されている。
結果的に、「国民車構想」に沿って開発・発売された「大衆車」に対して通産省が補助を行うことはなかったが、それまで自動車とは縁がなかった一般大衆に自動車を身近なものとして定着させ、欧米の自動車先進国に対して著しく立ち遅れていた日本の自動車産業に画期的な技術革新を促したという意味では、この構想は非常に大きな貢献があったとされる。一方、日本での自家用車の普及は、政府の方針にとらわれることなく開発されたスバル360の功績であり、国民車構想の影響はほとんどないとする意見もある。

## 大衆車の例
初期の乗用車は上記要件を満たすため、その多くが小型のエンジンを搭載し、そのエンジンで駆動できるよう軽量化のために、やや小型のものが多い。またこの他にも国によって異なるニーズにより、一定の違いも見られる。特にこれらの多くが第二次世界大戦以降に開発されたのは、軍需産業の民生品への転換と、経済復興による大衆の購買力向上に関係する。
なお生産国の経済成長が大衆の所得を押し上げ、一般の労働者が持つ購買力が一定以上に達したため、これら一般大衆車の多くは「自動車の普及」という役割を終え、装備の充実した次の世代の大衆車に市場を譲ることとなった。

### 日本

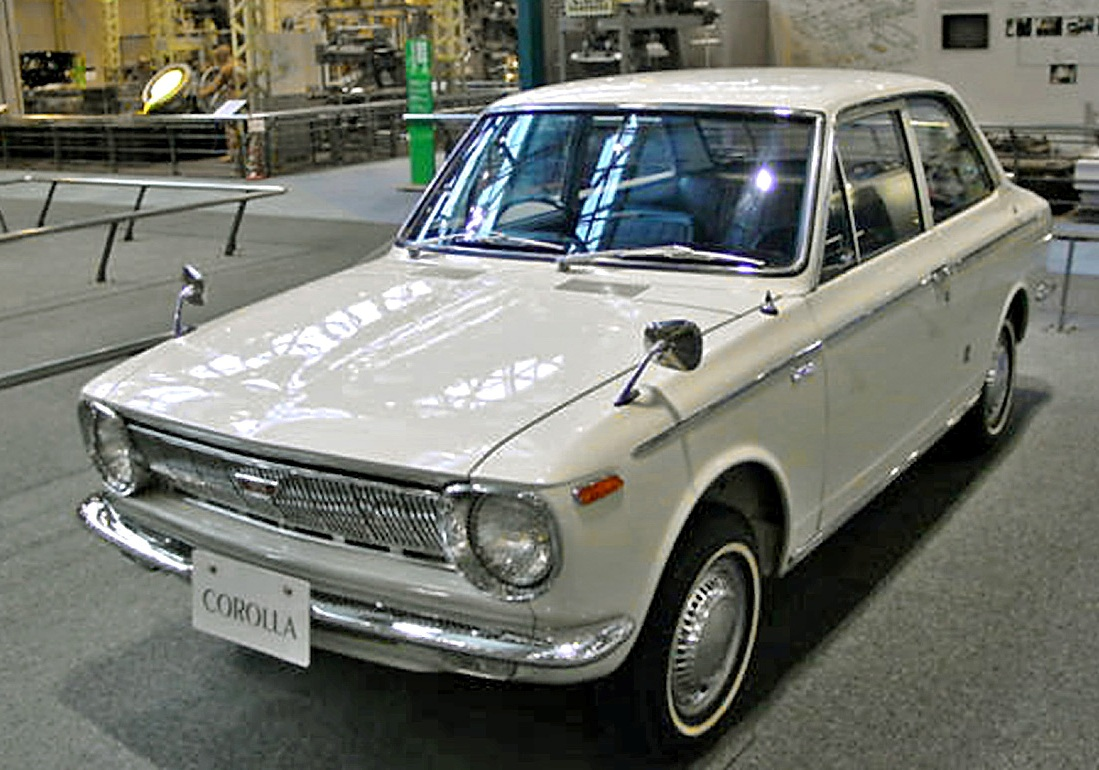
初代カローラ
2ドアセダン1100デラックス（KE10D型）

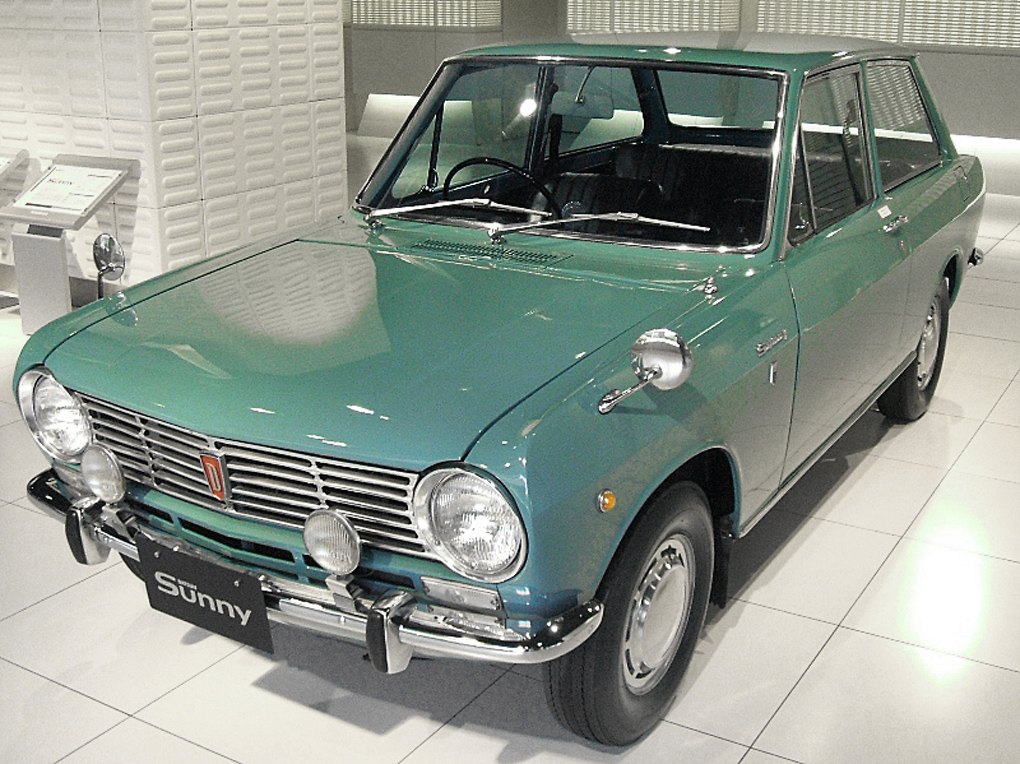
初代サニー
2ドアセダン1000デラックス（B10型）

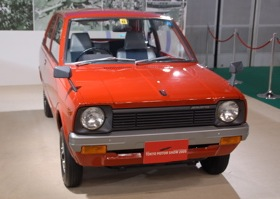
初代アルト（SS30V型）

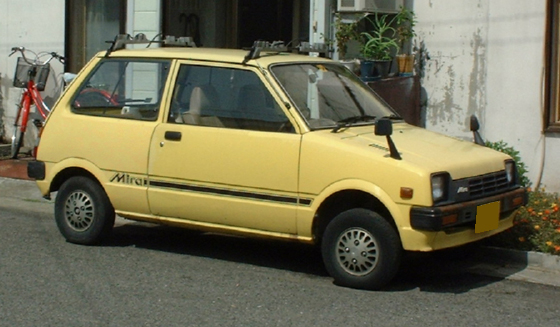
初代ミラ（L55V型）

日本でモータリゼーションが進み始めたのは第二次世界大戦後の1950年代末のことである。厳しい自然環境ゆえの耐久性や、起伏に富んだ国土ゆえの登坂性能が重要視される一方、国土が狭く道路の最高速度が100 km/hにとどまっていたため、高速長距離巡航の性能はさほど重要視されなかった。特に年間の寒暖差が50 ℃から70 ℃ほどにもなるため、真夏における高負荷でもオーバーヒートしにくく、かつ冬場の冷間時でも難なく始動できるエンジンが求められた。また、1960年代までは未舗装路が多かったことから、丈夫な足回りも求められた。さらには欧州と同じく狭い道が多いことから小柄なボディや、ガソリン価格の高さのために低中速域での燃費性能も重視される。
かつて大衆車の主流であったセダンの市場は、2000年代以降は社用車および教習車等の業務用途を除いて衰退の一途をたどっており、2020年代現在では長引く不況もあってダウンサイジングが著しく、大衆車はもっぱら軽自動車が主流となっている。ファミリーカーとしては実用本位のミニバンやトールワゴンも人気がある。

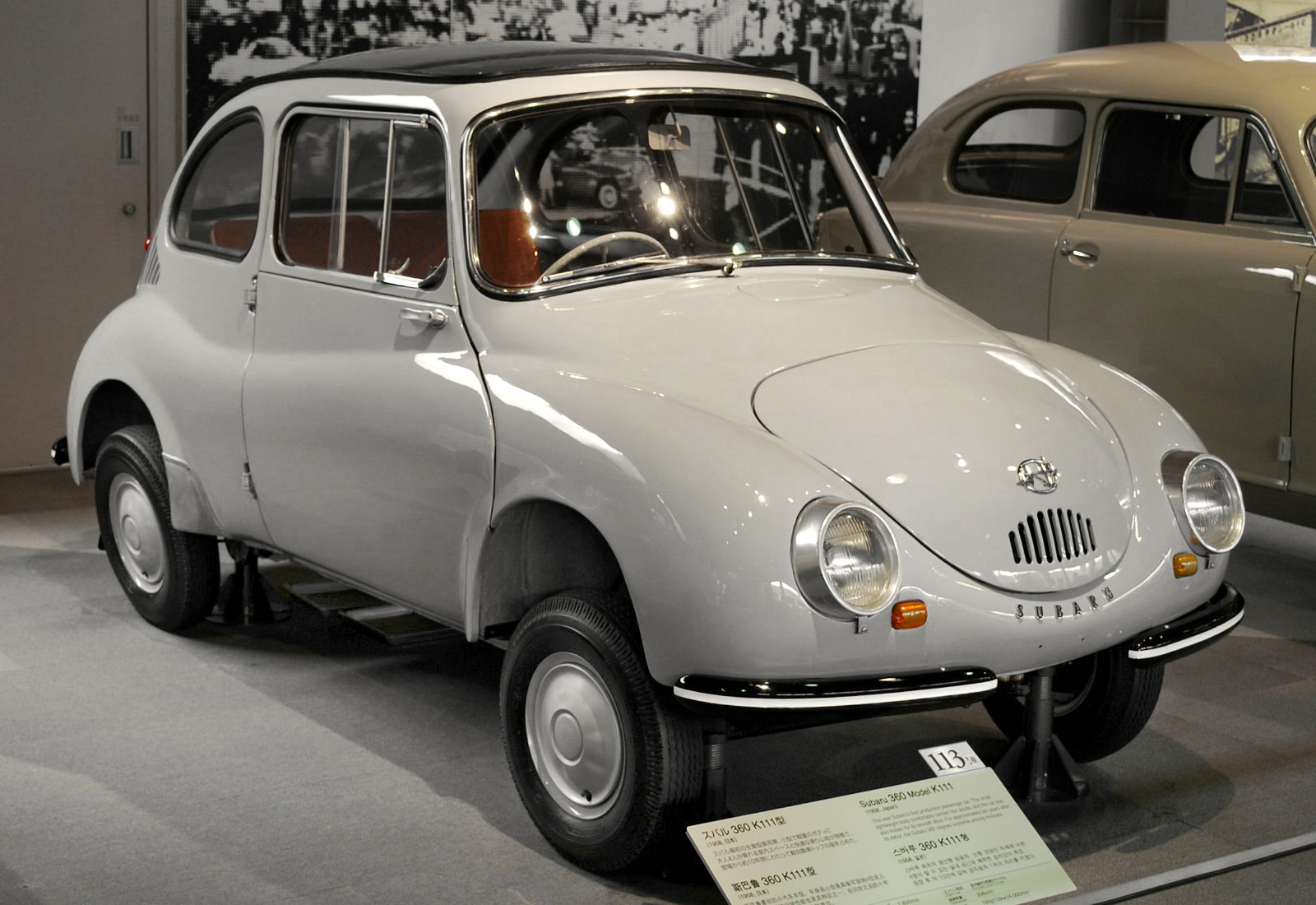
スバル・360

スバル・360（1958年）

商業的に初めて成功した軽乗用車で、日本製大衆車の元祖とされる。コンパクトな車体で大人4人乗りに必要十分な車内スペースを確保し、さらに乗り心地を良好な物にするため4輪独立懸架を用いたことが特徴として挙げられる。富士重工業（現・SUBARU）の軽乗用車はその後もR-2、レックス、ヴィヴィオ、プレオ、ステラと受け継がれるが、2011年4月の初代ステラの生産終了をもって軽乗用車の自社製造から撤退し、他社からのOEMのみとなった。
トヨタ・カローラ （1966年）

大衆向けでも家族3人以上で出かけることの多いニーズに向け、実用性と経済性に優れ、乗り降りしやすい3ボックススタイルのノッチバックセダン型の小型乗用車として開発された。のちにクーペ、ステーションワゴン、ライトバン、ハッチバックなどの派生モデルも多数追加され、幅広いニーズに応えた。1974年には車名別世界生産台数1位、1997年には累計販売台数でフォルクスワーゲン・タイプ1（ビートル）を抜いてギネス世界記録を樹立し、2024年現在で通算12世代を数えるロングセラーモデルとなっている。
日産・サニー（1966年）

上記のカローラと同時期に登場し、のちにクーペ、ステーションワゴン、ライトバン、ピックアップトラックなどの派生モデルを加え、カローラとともに日本における大衆車として長らく双璧をなす存在であった。しかし、1990年代からはユーザーの高齢化などで段階的にラインナップを縮小していき、2004年9月をもって日本国内におけるサニーはブランド廃止となった。日産の主力乗用車の座は、日本国内市場ではノートがその座を受け継いでいるほか、日本国外の一部市場では引き継ぎサニーの車名が継続使用されている。
スズキ・アルト（1979年）

パーソナルユーザーに特化した「軽ボンネットバンブーム」の草分け的な車種である。税金や任意保険料が安いという商用車の利点と、車検は2年ごとという軽自動車の利点をフルに生かして顧客を開拓した。1980年代後半には、軽自動車として初のDOHCインタークーラーターボエンジンと四輪駆動を組み合わせ、最高出力64馬力（ネット値）を誇る「アルトワークス」もラインアップに加わった。フロンテの統合と乗用モデルへの移行を経てブランドは存続しているが、1990年代以降のダウンサイジングの流れによって軽自動車にファミリーカーとしての機能も求められるようになったため、主力モデルとしての地位は軽トールワゴンタイプのワゴンRシリーズやスペーシアに譲っている。
ダイハツ・ミラ（1980年）

フェローMAX/MAXクオーレの後継として、当初は「ミラクオーレ」を名乗る商用車として登場した。上記のアルトと同様の成り立ちであるとともに、アルトの最大のライバルであった。こちらも主力としての地位は軽トールワゴンタイプのムーヴシリーズやタントシリーズに譲り、単独ネームとしてのミラは2018年までに販売終了となった。軽ベーシックカーとしての地位は派生のミライースが後継となっている。

### フランス

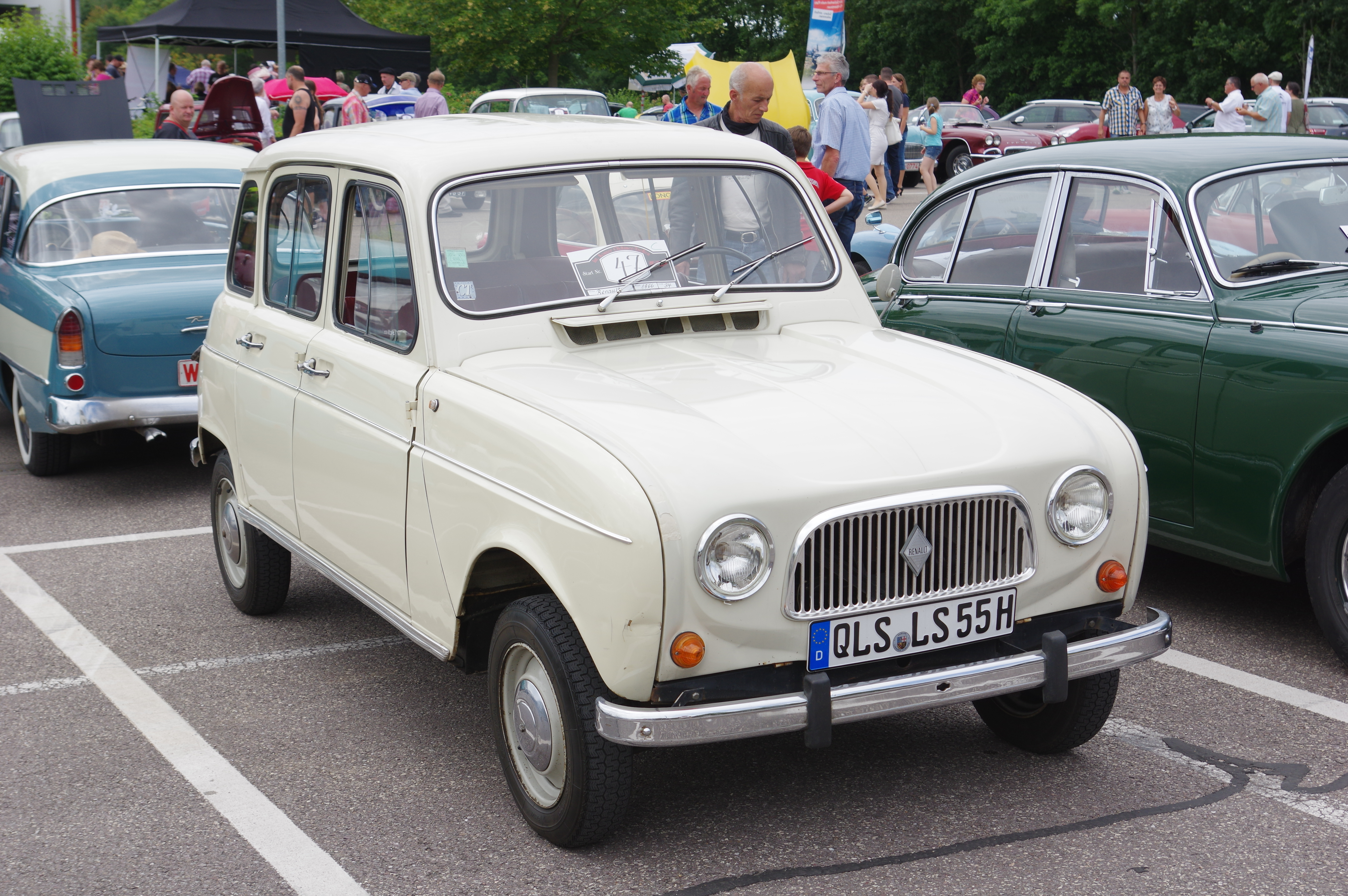
4（1967年型）

フランスは農業大国で不整地も多いことから、悪路での走破性が求められる上、石畳での乗り心地も重要なため、他国の車に比べてホイールベースが長い、サスペンションストロークが大きい、シートは大柄でソフトなものが多い、などの特徴を持つ。国土の大半が平坦で使用速度域が高いことから、キャスターアクションも強く、直進安定性に優れる傾向がある。また、小排気量車でも引っ越しや蚤の市（出品・購入）の際に大荷物を積むことや、キャンピングトレーラーをけん引することを想定しており、かつ巡航速度も高く設定されているため、ギア比は非常にワイドレシオとなっている。

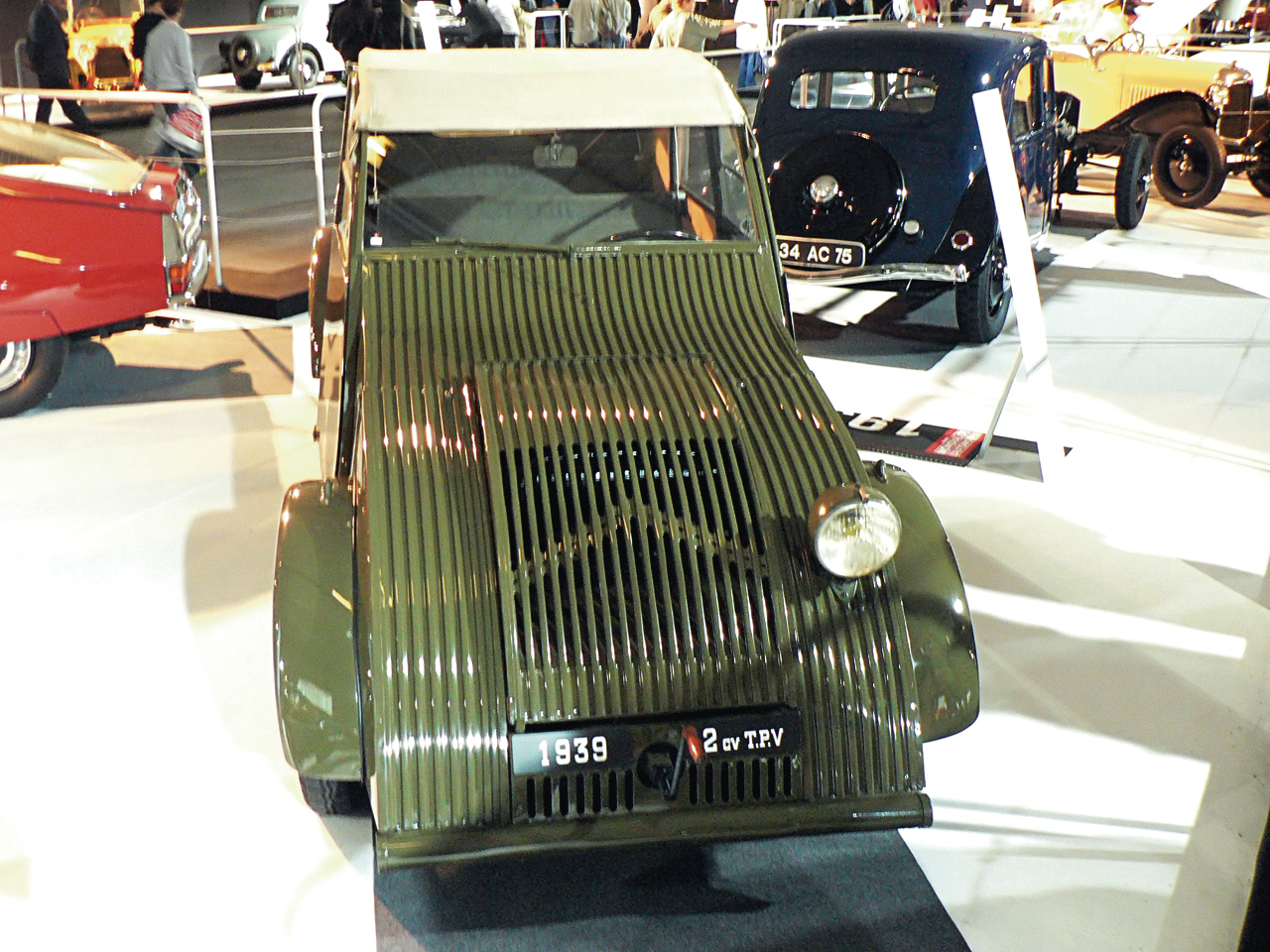
2CV（試作車）

シトロエン・2CV（1948年）

当時、未だに手押し車や馬車に頼っていた地方の農業従事者を主なターゲットとして開発され、生産物である生卵を商品として輸送する際に悪路でも割れることのないような乗り心地を設計の絶対要件とするなど、独特の仕上がりとなった。「こうもり傘に4つの車輪」という基本コンセプトの通り、悪路走破性と積載能力、そして経済性を重視して高級感は無視という設計思想であり、農村部の実地調査など徹底した市場調査も行われた。当時としても奇抜なデザインは「醜いアヒルの子」「乳母車」「缶詰」などと揶揄されたが、これらの評価はむしろ2CVの使いやすさに対する信頼や愛着の表現へと変化していった。工具を使うことなく屋根のキャンバスやドアを外すことが可能で、その積載力はアップライトピアノが積めるほどであった。1967年には後継としてディアーヌが登場するも2CVの代替には至らず、結果として2CVは1990年までに累計385万台が生産された。
ルノー・4（1961年）

ルノーはリアエンジン車の4CVですでに成功を収めていたが、発売直後から大ヒットとなっていた2CVの対抗製品として新規に開発されたのが4（キャトル、カトル）である。デザインはやや近代化されているが、積載能力を最大限に重視し、荷役を考慮したテールゲートを装備していた。リアサスペンションは荷室の広さを損なわないよう、横置きトーションバーを使ったフルトレーリングアームを採用し、安定性の向上にも寄与した。2CVと同じく実用に徹したコンセプトが消費者に受け入れられ、1993年の生産終了までに累計813万台が生産された。単一モデルとしてはフォルクスワーゲン・タイプ1（ビートル）、フォード・モデルTに次ぐ史上3位の販売台数を記録している。

### イギリス

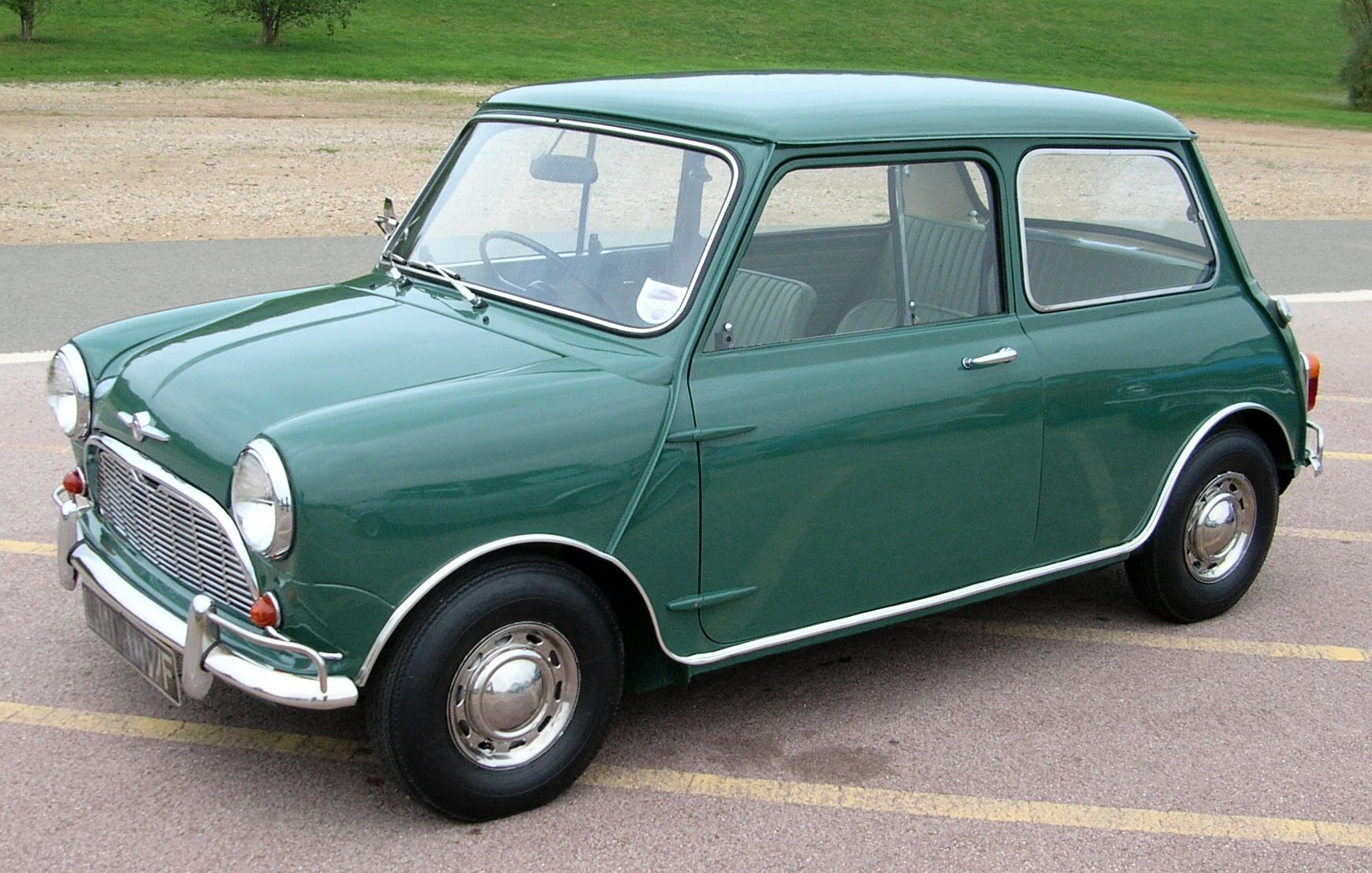
モーリス・ミニ マイナー（1967年型）

イギリスの都市部には狭い路地が極めて多いことから小柄な車両が求められたが、長身の欧州人が収まる必要性から広い室内も重要視され、なおかつ石畳で故障しにくいサスペンションも求められた。

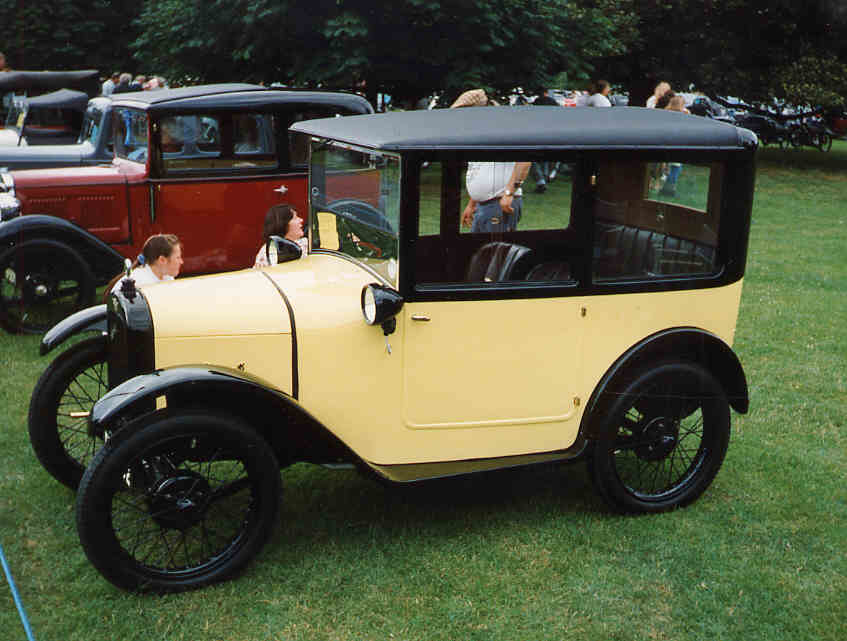
7（1926年型）

オースチン（1922年）

第一次世界大戦後の不況期にあった1922年、小型車の7（セブン）を発売して大成功し、これが世界の小型車および大衆車の最初のスタンダードとなった。ドイツでは7のノックダウン生産からBMWの自動車生産が始まったほか、日本ではダット自動車（後のダットサン）のダットソン号が7のコピーとされており、オースチン社の歴史には日産も7を製造したと記録されている。
第二次世界大戦後はA40サマーセット（1952年）、A50ケンブリッジ（1954年）などを各車格における最低価格帯の車両として販売した。日本では日産自動車によって上記2車種のノックダウン生産が行われ、A50ケンブリッジ生産中の1956年8月には完全国産化を達成するなど、日本における自動車の生産技術の向上に貢献した。日産がオースチンの生産で培ったノウハウは、後継となるセドリックに受け継がれている。
後述するミニも当初はオースチンブランドから販売されていたが、1960年代以降はいわゆる「英国病」の影響から品質の低下が顕著となり、1970年代から1980年代にかけて発売した新型車も市場での評価は芳しいものではなく、最終的に1987年をもってオースチンブランドは廃止となった。オースチンの商標権は2024年現在、中華人民共和国の南京汽車が所有している。
ミニ（1959年）

ブリティッシュ・モーター・コーポレーション（BMC）の技術者であるアレック・イシゴニスの指揮下で開発された小型車。当時の量産車としては革新的な、横置きエンジンと二階建てトランスミッション（イシゴニス式）による前輪駆動を採用しており、これを実現するために用いられた等速ジョイントをはじめとする機構は、その後の小型車の標準となった。小柄なボディサイズながら最大限の居住スペースを確保し、なおかつ堅牢な設計であることが大衆に受け入れられ、乗用車としてのみならずモータースポーツ界でも活躍した。後継として、フェイスリフト版のミニ・クラブマンや新型車のメトロも投入されたが、いずれも旧来のミニを代替するには至らず、2000年の生産終了までに累計530万台が製造された。ミニの権利を受け継いだBMWは2001年、小型車ブランドとして新生ミニを誕生させている。
三輪自動車
イギリスでは欧州の他国と違い、三輪自動車に関する免許や税金の優遇措置が存在していたため、税負担から四輪自動車を所持できない低所得労働者やオートバイ免許しか持っていない層を中心に三輪自動車が根強い人気があり、とりわけリライアント社では2000年代まで製造を続けていた。

### ドイツ
ドイツ製の大衆車は信頼性と安全性に定評があり、アウトバーンによる高速長距離巡航能力を重視し、小型車でも140 km/h以上の高速巡航を想定した設計となっているものが多い。モータリゼーションの起源はナチス・ドイツ政権下の1930年代であり、ゼネラル・モーターズ（GM）の子会社であるオペルが1935年にOpel_P4、翌1936年にカデットを発売。1938年には国威発揚という趣旨から、エリートに限らず一般国民が自由かつ廉価に旅行できる手段としてKdF-Wagen（後のフォルクスワーゲン・タイプ1）が開発された。特に長距離走行でも故障を起こさないことが求められ、また高速走行での燃費の良さも重要視された。これに並行してアウトバーンの整備も行われていたが、第二次世界大戦の勃発により資源は軍事に振り向けられ、本格的なモータリゼーションは戦後を待つこととなる。
フォルクスワーゲン・タイプ1（1938年）

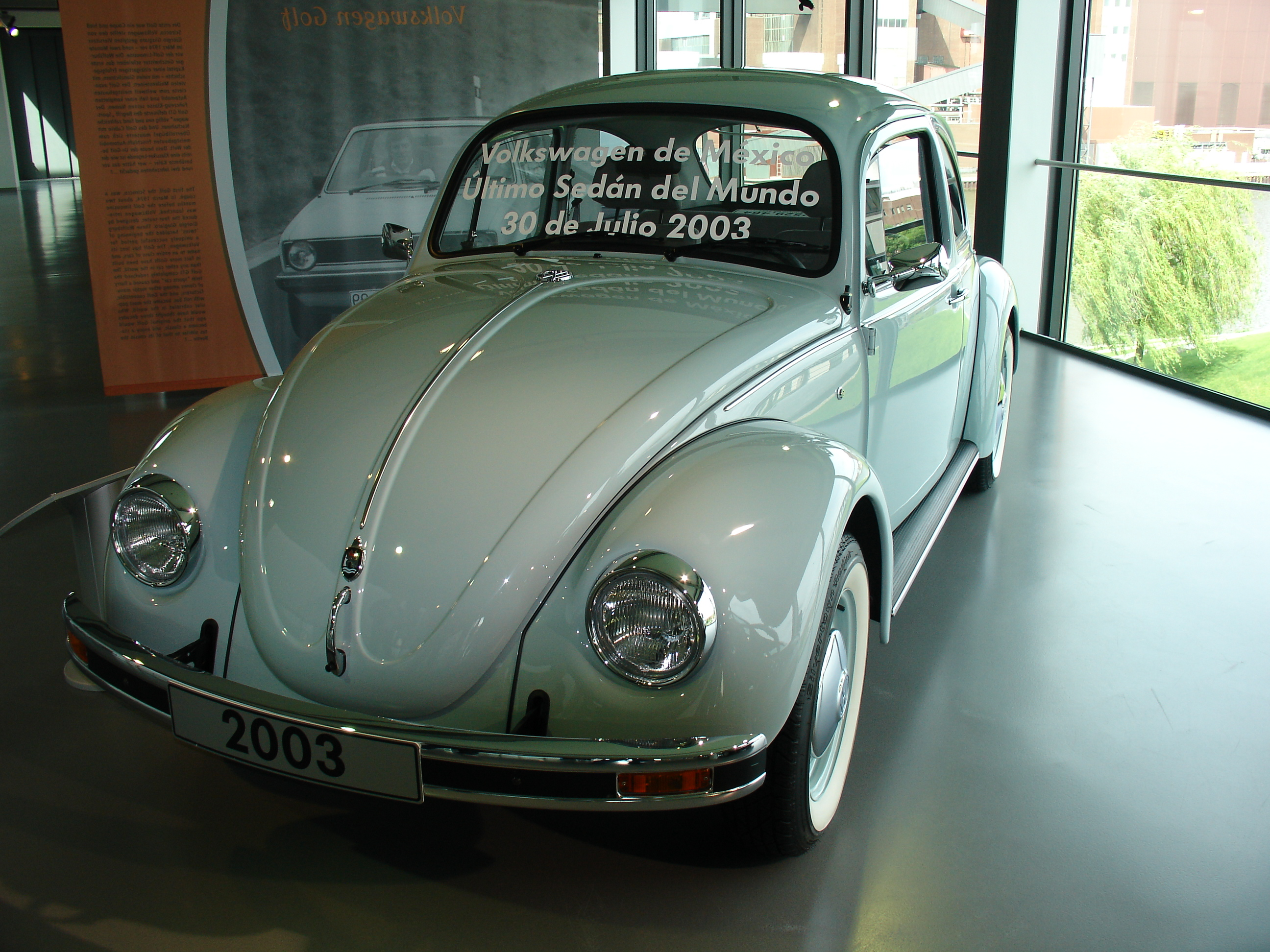
フォルクスワーゲン・タイプ1

Volkswagenはドイツ語で「大衆の車」の意味。そのスタイリングから「ビートル」の通称で知られる。起源はアドルフ・ヒトラーが1933年に提唱した「国民車構想」にあり、後にポルシェの創業者となるフェルディナント・ポルシェが基本設計を手がけた。国威発揚という使命を帯びたタイプ1は大衆車という位置づけにもかかわらず、当時としては極めて前衛的なデザインと高い性能を有していた。本格的な量産は1945年の終戦直後から開始され、ドイツのみならず世界各国での販売や現地生産も行われたことで広く人気を得た。後継車の開発が難航したこともあり、時代に沿った改良を施しながら長きにわたって生産が続けられ、1978年にドイツ本国での生産が終了した後もメキシコでは2003年まで生産が続けられた。累計生産台数は2,100万台と単一モデルでの世界最多記録を持つ。後年、タイプ1の意匠を再解釈したモデルとして、ニュービートル（1998年）とザ・ビートル（2011年）の各車が販売された。

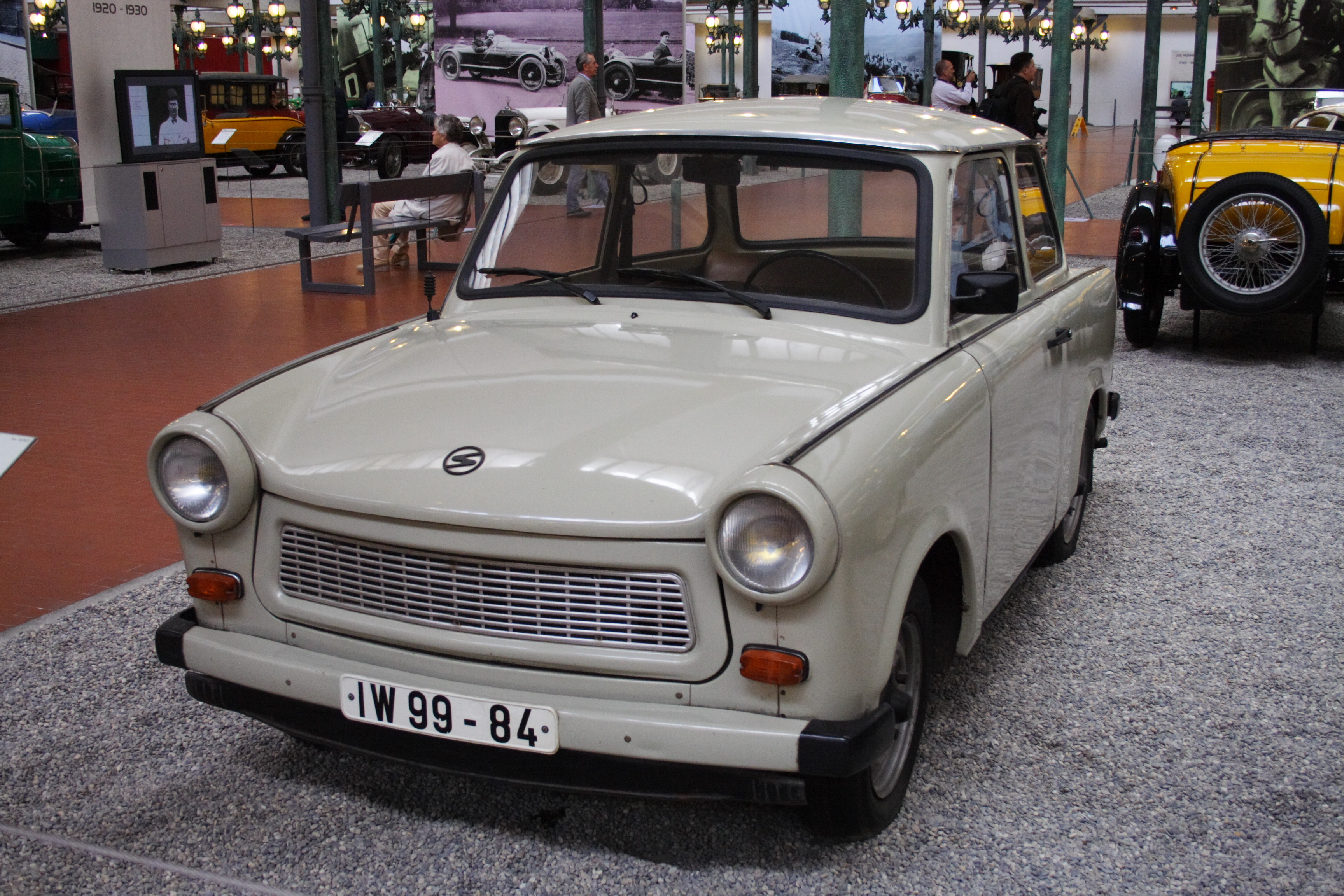
トラバント・P601L

トラバント（1957年）

「トラビ」の通称で知られる、東ドイツを代表する大衆車。旧アウトウニオン系（後のアウディ）の工場を引き継いだVEBザクセンリンクによって開発・生産された。基本構造は戦前のDKW製2ストロークエンジン車と大差ない旧弊なものであったが、社会主義体制下の計画経済という環境ゆえに市場での競合が存在せず、非常に前時代的な設計のまま大規模な改良を受けずに生産が続けられた。繊維強化プラスチック（FRP）製のボディは、末期にはコスト削減のため紙パルプや羊毛で代用されることすらあった。東ドイツの大衆が容易に購入できる乗用車はこれ以外になかったが、主に生産能力の低さが原因で、注文から納車までには10年以上を要するような状況であった。1990年の東西ドイツ統一により市場価値を失って姿を消したが、21世紀の現在でも冷戦を象徴する存在としてヨーロッパでの人気は根強い。

### イタリア
イタリアは狭く入り組んだ路地が多く、小型でスペース効率を重視した乗用車が主流である。また第二次世界大戦の敗戦から経済的に立ち直っていなかった時代には、とりわけ小型・安価な乗用車が求められた。

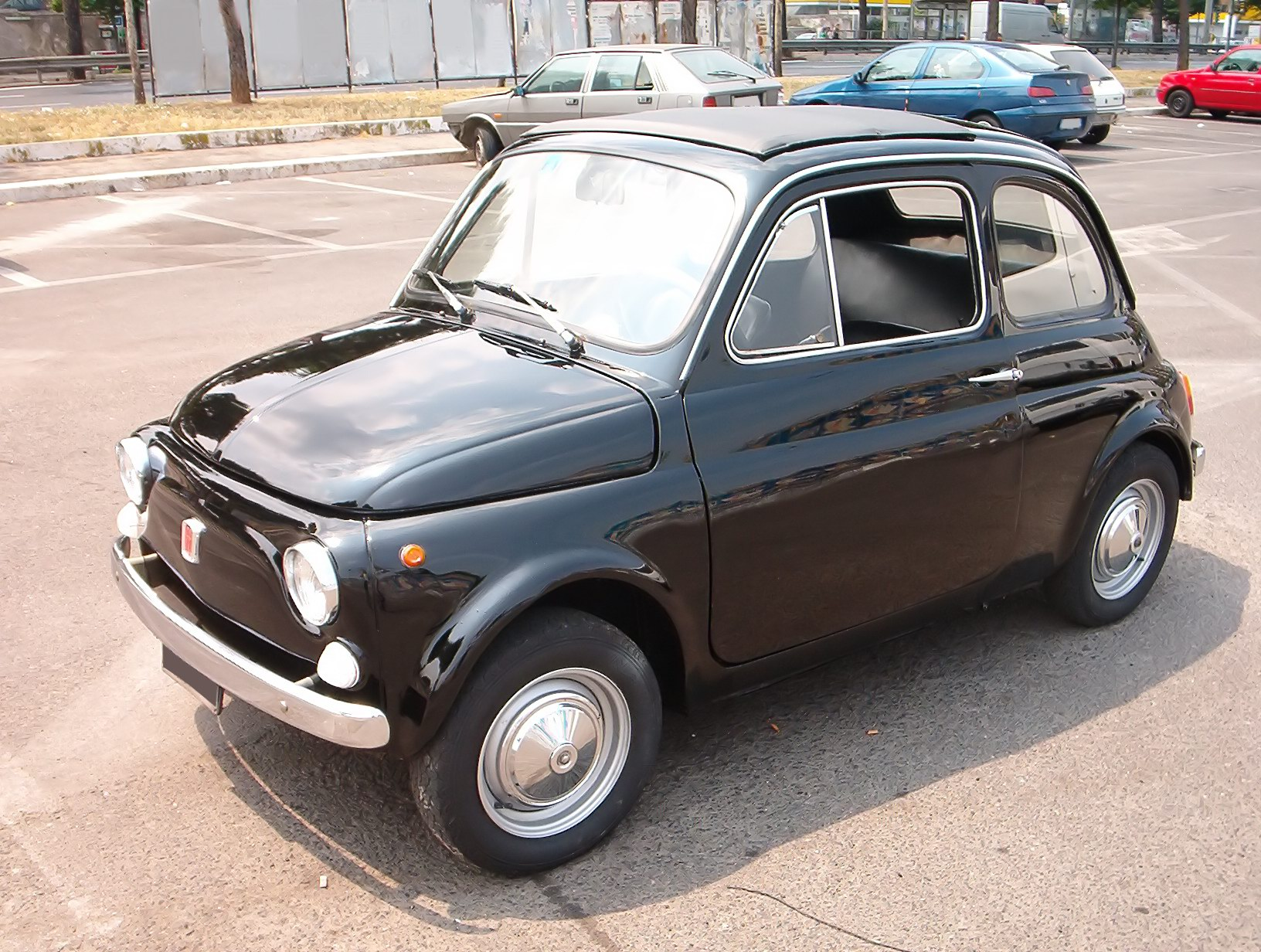
500

フィアット・500（1957年）

「500（チンクェチェント）」は排気量に由来。1936年から1955年にかけて生産された同名の車種（トポリーノ）と区別するため、「NUOVA 500（ヌオーヴァ）」の呼称で知られる。戦後、イタリアで安価な移動手段としてスクーターが広く普及していたが、500はそれらからの乗り換えを狙って開発された。そのコンセプトゆえ、同時期の大衆車としてはミニよりも小柄な車体であり、かつ低コストで走行性能も必要十分なものであったため、主に若者や低所得者層向けのシティコミューターとしてヨーロッパ全土で受け入れられた。日本ではアニメ『ルパン三世』に登場したことで知名度を高めた。1975年に126（バンビーノ）に後を譲って生産終了となるが、1991年にはポーランド製の小型戦略車として「チンクェチェント」の名称が用いられたほか、2007年にはNUOVA 500をモチーフとした新型500が登場した。

### アメリカ合衆国
アメリカ合衆国では都市間の長距離走行を念頭に置き、大きめのボディサイズ、大排気量のエンジン、柔らかめのサスペンションという組み合わせが基本である。当初は未開の地が多く存在していたため、悪路での走破性や修繕のしやすさが求められてきた。税制の関係上ピックアップトラックの人気が高く、各メーカーは実用性の高さのほか、アメリカ人好みの力強いイメージを押し出している。近年ではそれらから派生したSUVも人気を集め、乗用車派生のクロスオーバーSUVが人気の他の地域とは異なる状況にある。また、ガソリンの価格が他の地域よりも安いため、燃費はあまり重視されない傾向にある。

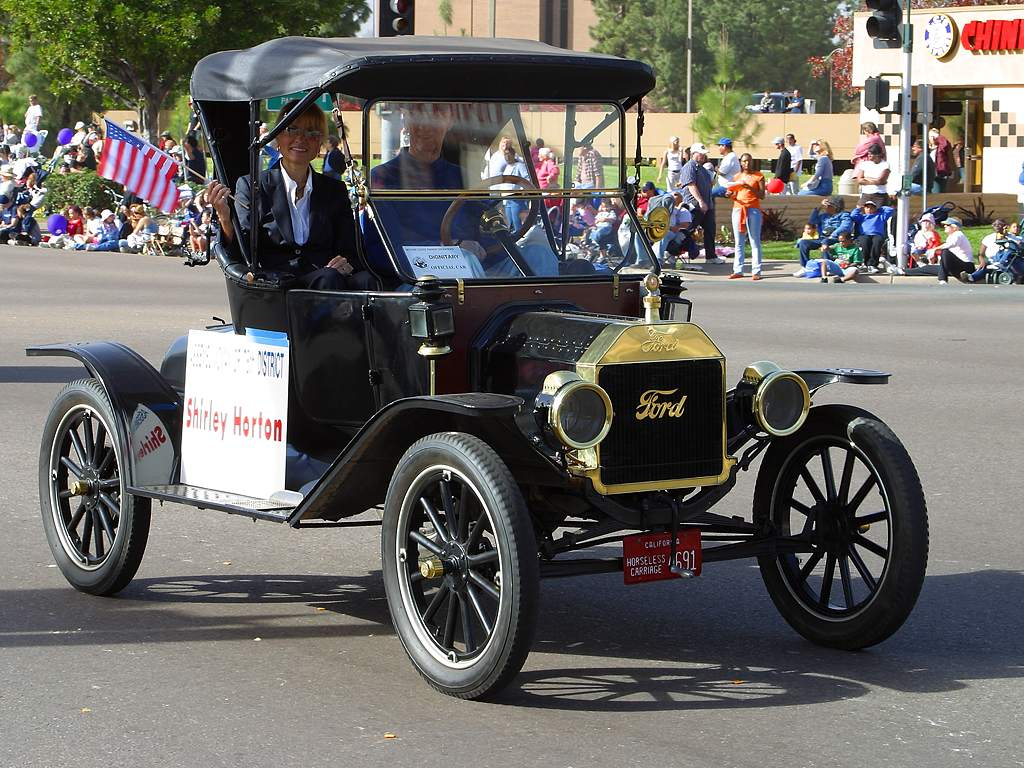
フォード・モデルTラナバウト

フォード・モデルT（1908年）

世界初の大衆車として、アメリカのみならず世界中に大きな影響を与えた。途中から流れ作業方式を導入して大量生産を行い、低価格化を推進していった。その運転方法は他の自動車とは相当に異なっていたが、当時の自動車としては運転のしやすいものであった。1927年までに累計1,500万台が生産され、単一モデルとしては前出のフォルクスワーゲン・タイプ1に次ぐ2位の記録を持つ。
ピックアップトラック
かつては農場で多く使われていたが、自動車税が無課税もしくは割安になることから、所得の少ない若者たちが乗り始めたのが人気の始まりである。

### 中華人民共和国

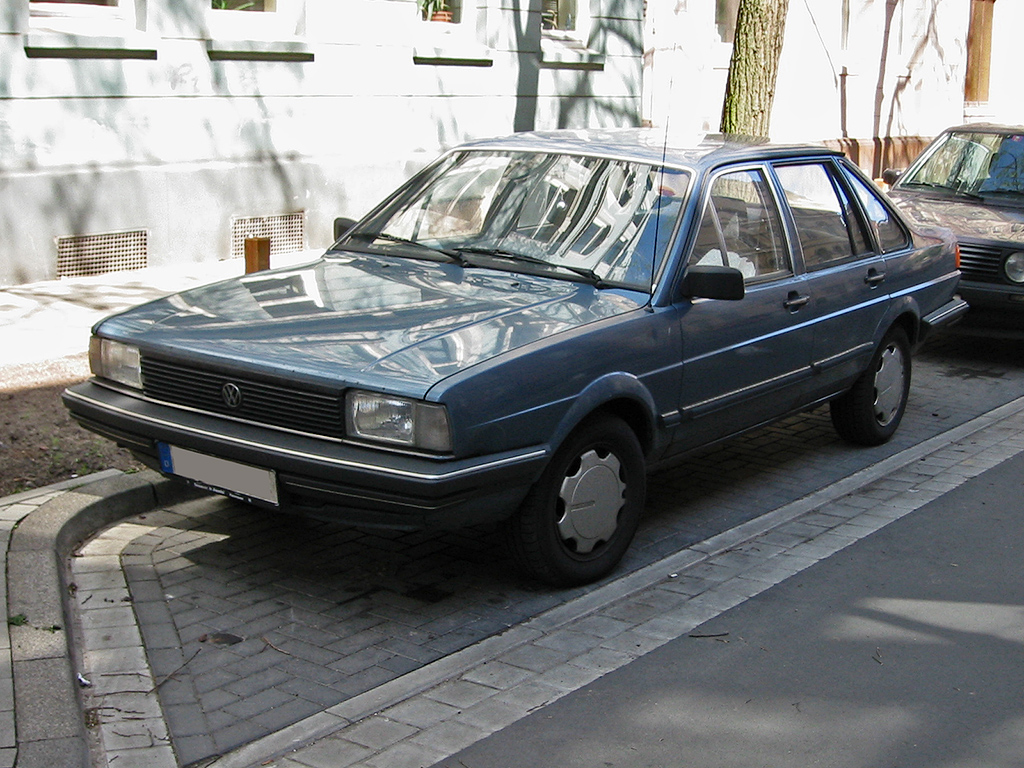
初代サンタナ

経済発展が著しい中華人民共和国（中国）では中間層の拡大も著しく、北米に次ぐ世界第2の自動車市場に成長している。自国のメーカーは中間層向けに幅広い車種を取り揃え、他国のメーカーも現地生産で価格を抑えた中間層向けの大衆車を発表している。実用性以上にステータスシンボルとしての価値が重視され、中型セダンやクロスオーバーSUVが人気で、他のアジア諸国とは異なり小型車は少ない。
フォルクスワーゲン・サンタナ（1981年）

1983年から中国での現地生産を開始。ドイツ本国での生産終了後も独自の改良を重ねつつ生産が継続され、教習車やタクシー、パトカーに至るまで幅広く用いられた。2012年にはフルモデルチェンジを受けた2代目が登場するが、クロスオーバーSUVの人気の高まりを受け、2022年に生産終了となった。

### インド

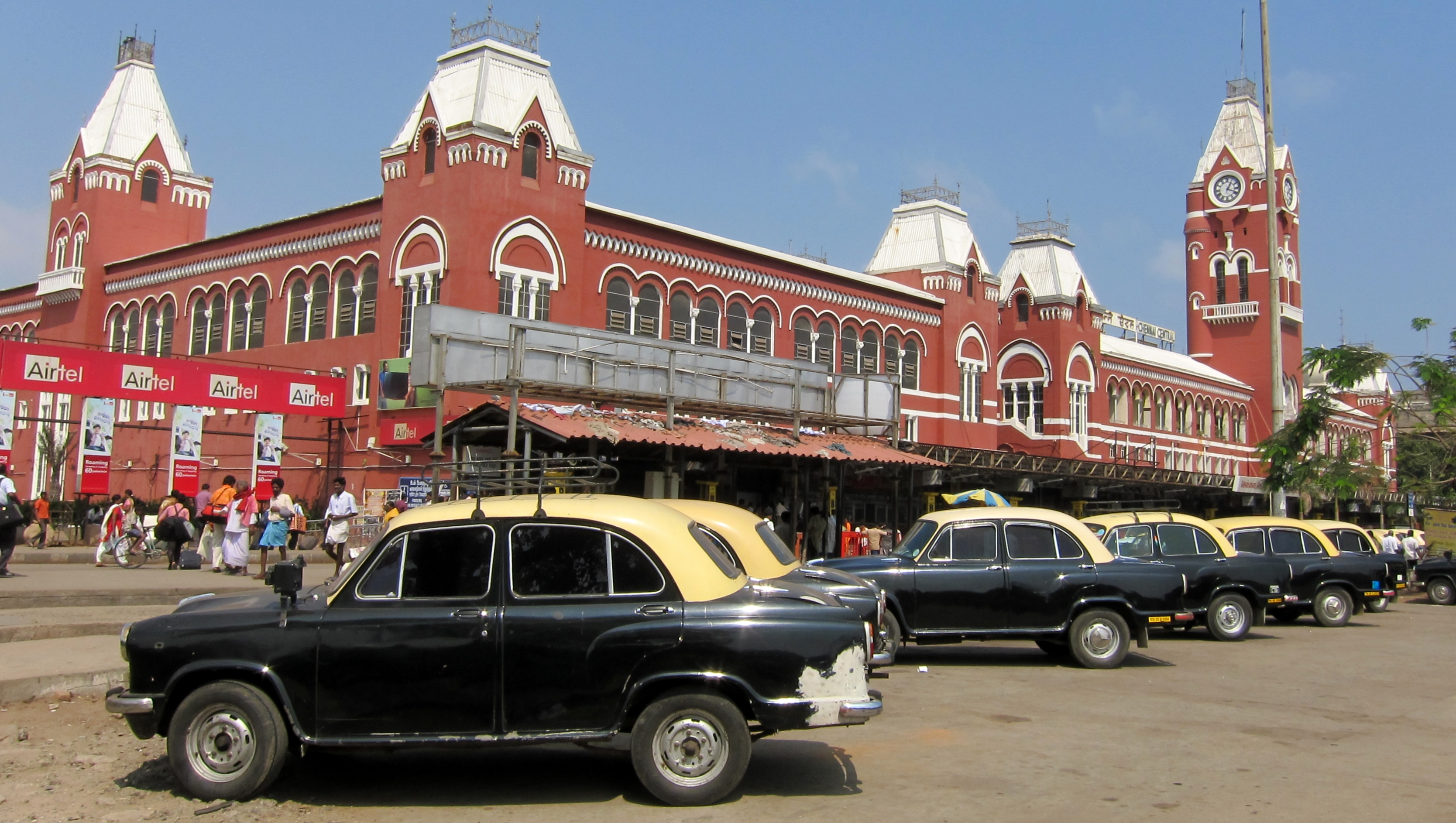
チェンナイ中央駅に並ぶアンバサダーのタクシー

ヒンドゥスタン・アンバサダー（1958年）

イギリス車のモーリス・オックスフォード（1956年）をベースに開発された。ベース車よりも高められた地上高がインドの道路状況に適応し、構造が単純で修理部品も安価かつ容易に入手できたことから広く支持された。インドでは輸入車に対する関税が割高であったことも、アンバサダーの普及を推し進める要因となった。生産は2014年まで続けられた。

## 日本製大衆車の席巻
日本の大衆車はアメリカ合衆国に輸出され、1980年代にはジャパンバッシングに代表される感情的な米国内自動車産業界の反発を招くほどに市場を席巻したが、その進出の歴史は最初から順風満帆というわけでもなく、日本国内の自動車産業が大衆車の開発・発展に伴い円熟する1970年代まで待たねばならなかった。
日本車のアメリカへの本格輸出は、大衆車が生まれる以前の1960年頃から始まり、トヨタからはクラウンとランドクルーザー、日産からはダットサン・トラック220型、セダン210型、スポーツS210型が輸出された。
トラック並のシャシに排気量3.9 Lのエンジンを搭載したランドクルーザーは評判が良かったが、クラウンは当時のトヨタにおける最高級車であったにもかかわらず、カリフォルニア・ハイウェイパトロール（CHiPs'）のテストでは高速走行時の操縦安定性が危険とされるレベルであり、オーバーヒートや焼きつきも頻発し、早々に輸出が中止された。後にT20系コロナもクラウンにあやかった「ティアラ」の車名で北米進出を果たしたが、良い評価は得られないまま輸出を中止している。また、トヨタ初の大衆車であるパブリカは極少数しか輸出されなかった。
トヨタは、クラウンやコロナのための販売会社とショールームをロサンゼルスに設けたが、肝心の商品が全くない状態となってしまい、カローラの本格的な輸出が始まるまでは、ランドクルーザーの販売のみで北米会社を支える日々が続いた。
ダットサン各車は、もとより丈夫なオースチン車のコピーであったため、最高速度が遅い点以外に大きな不満はなかったが、貧相で小さすぎることから売れ行きは芳しくなかった。しかし、後に北米日産の社長となる片山豊が、自らの運転で現地ディーラーへの飛び込み営業を続けた結果、次第に品質が認められ、フェアでフレンドリーな片山の人柄もあって着実に販売網を増やし続け、1970年代の大躍進につながった。
トヨタや日産が本格的な乗用車の輸出を試みて苦戦していたこの時期、スバルやホンダといった軽自動車中心のメーカーは、360ccのエンジンを400 - 600ccのものに換装した上で北米や欧州に輸出し、それなりの実績を上げていた。これらは本格的な乗用車ではなく、粗末なバブルカーの代替となるシティコミューターとして受け入れられたものである。戦後の輸出市場における日本車の強みが「小型・軽快」であることは、この時点で確定していた。
一方、カローラやサニーの輸出は1967年モデルからと、日本車のアメリカ進出としてはやや後発の部類に入る。

## 大衆車と社会
市場経済の成長期に登場した大衆車は、初期こそ民衆の生活向上心を煽り盛んに販売・消費されたが、次第に経済的成長傾向が鈍化すると、飽和状態に陥って消費者の関心が細分化する傾向があることから、これら画一的な大衆車への関心は薄れる傾向にある。このため大衆車の勃興は、一種の経済的指標とみなすことも可能である。
日本や欧米といった経済的に豊かな地域においては、これら大衆車の多くは役目を終えて生産を終了しているか、一定の高級感を出すことでファミリーカーへの転換が図られている。

### 先進国におけるダウンサイジング
21世紀に入ってからの先進国では、自動車市場の成熟化が進み、乗用車の動力性能が過剰性能になっていることから、大衆車が再び小型化するダウンサイジングの様相を呈し、日本では税制面で優遇される軽自動車が売上を伸ばしている。欧州各国でも、常態化している都市部の交通渋滞や環境対策として基準を満たしたAセグメント車に税制面での優遇措置が実施されたことで、ダウンサイジングが進んでいる。
2010年代にはトヨタ・アイゴ（約7,000英ポンド）、ヒュンダイ・i10（約8,000英ポンド）、日産・ピクソ（約6,900英ポンド）、フォルクスワーゲン・up!（約10000ユーロ）など、装備を極力簡素化して価格を抑えた小型車が各社から相次いで販売されている。これらはシティコミューターとしての利用だけでなく、欧州メーカーにとっては高級ラインへの偏重で取り込めなかった低所得者層をもターゲットに含めることができる。

### 新興国向け
2010年代から各メーカーでは、東南アジアやインドなど経済発展が著しいアジア市場へ投入する「アジア戦略車」を相次いで発表している。これらの市場では収入に見合った価格（新車でも日本円にして100万円以下）と燃費の良さに加え、未舗装路が残り冠水が頻発する道路事情への対策を施した小型車が好まれる。トヨタ・アギアやブリオ・サティヤ（ホンダ）のように現地生産する新規開発車もあるが、コスト削減のため先進国向けを現地仕様にした車種も多い。メーカーにとっては、飽和状態で各種規制が厳しい先進国よりも多量の販売が見込めるため、新たな世界戦略車としての側面も持つ。
日本車においては軽自動車およびその拡大版がその役目を担うことも多く､1990年代以降ではマルチ・スズキ・インディア（スズキ合弁）やプロドゥア（ダイハツ合弁）、大宇国民車の存在、パキスタンにおける8代目アルトの現地生産、プロトン・ジュアラ（三菱・ミニキャブ派生）などがある｡